# مرض الكبد متعدد الكيسات
مرض الكبد متعدد الكيسات (بالإنجليزية: Polycystic liver disease)‏ يصف عادة وجود العديد من الكيسات المتفرقة عبر نسيج الكبد السليم. يوجد المرض عادة رفقة داء الكلية متعددة الكيسات السائد، حيث تبلغ نسبة انتشاره 1 لكل 400-1000، وهو مسؤول عن 8-10% من حالات القصور الكلوي. مرض الكبد متعدد الكيسات السائد الأكثر ندرة يتطور دون تورط الكلى.

## فزيولوجيا مرضية
تم اكتشاف ارتباط المرض بالجينين PRKCSH وSEC63. يحدث داء الكبد متعدد الكيسات في شكلين، الأول هو مرض الكلية متعددة الكيسات السائد (مع تكيسات الكلية) والثاني هو مرض الكبد متعدد الكيسات السائد (تكيسات في الكبد فقط).

## التشخيص
أغلب المرضى لا يعانون من أية أعراض في وجود كيسات بسيطة يتم العثور عليها بعد الدراسات الروتينية. بعد تأكيد وجود أكياس على الكبد، قم يتم طلب اختبارات معملية لاختبار وظائف الكبد مثل البيليروبين، والفوسفاتاز القلوي، وناقلة أمين الألانين، وزمن البروثرومبين.
غالبا ما يمتلك المرضى كبدًا متضخمًا يقوم بالضغط على الأعضاء الملاصقة، مسببًا الغثيان، ومشاكل تنفسية، والحد من القدرة البدنية.
يأخد تصنيف تقدم المرض في الاعتبار كمية النسيج الحشوي المتبقي من الكبد مقارنة بكمية وحجم الكيسات.

## العلاج
العديد من المرضى لا يعانون من أعراض وبالتالي فليسوا مرشحين للجراحة. المرضى الذين يشتكون من ألم أو مضاعفات الكيسات، يكون الهدف من العلاج هو إنقاص حجم الكيسات مع حماية النسيج الحشوي الكبدي السليم.
قد يتم إزالة الكيسات جراحيًا أو عن طريق استخدام المعالجة بالتصليب.

## المزيد من القراءة
- Everson، Gregory T. (2008). "Polycystic Liver Disease". Gastroenterology & Hepatology. ج. 4 ع. 3: 179–181. ISSN:1554-7914. PMID:21904493.